# Casa Marly

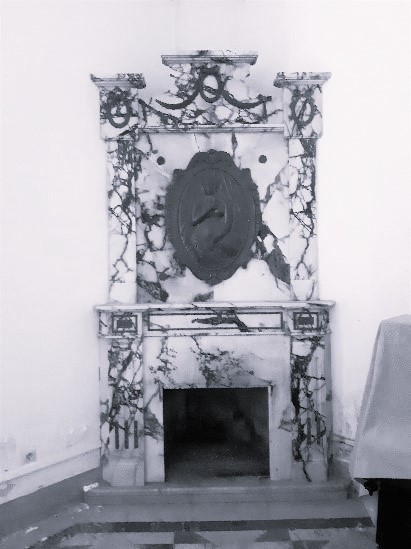
Xemeneia a l'interior de la sala principal

Can Marly, coneguda també com la Residència, és un edifici del municipi de Llançà (Alt Empordà), inclòs en l'Inventari del Patrimoni Arquitectònic de Catalunya.

## Descripció
És situada dins el nucli urbà de la població de Llançà, al bell mig del terme i delimitada pels carrers de Cabrafiga, Rafael Estela, Joan Maragall, Roger de Llúria i Besalú.
Es tracta d'un conjunt arquitectònic format per tres edificis independents i envoltat per un gran jardí delimitat amb una tanca.

### Edifici principal
L'edifici principal, situat al bell mig del recinte, és de planta irregular i està format per tres cossos adossats, amb les cobertes de teula vidrada decorada, amb dues, tres i quatre vessants, l'interior es destribueix en planta baixa i dos pisos. A l'extrem sud-est de la construcció hi ha un quart cos integrat, organitzat en una sola planta i cobert amb una gran terrassa al primer pis. En el punt central de la coberta s'enlaira una torreta rectangular, amb el coronament esglaonat i decorat. En general, a la planta baixa les obertures són de mig punt, amb els emmarcaments motllurats i les claus destacades, exceptuant el cos de migdia, on són totes rectangulars i amb guardapols superior.

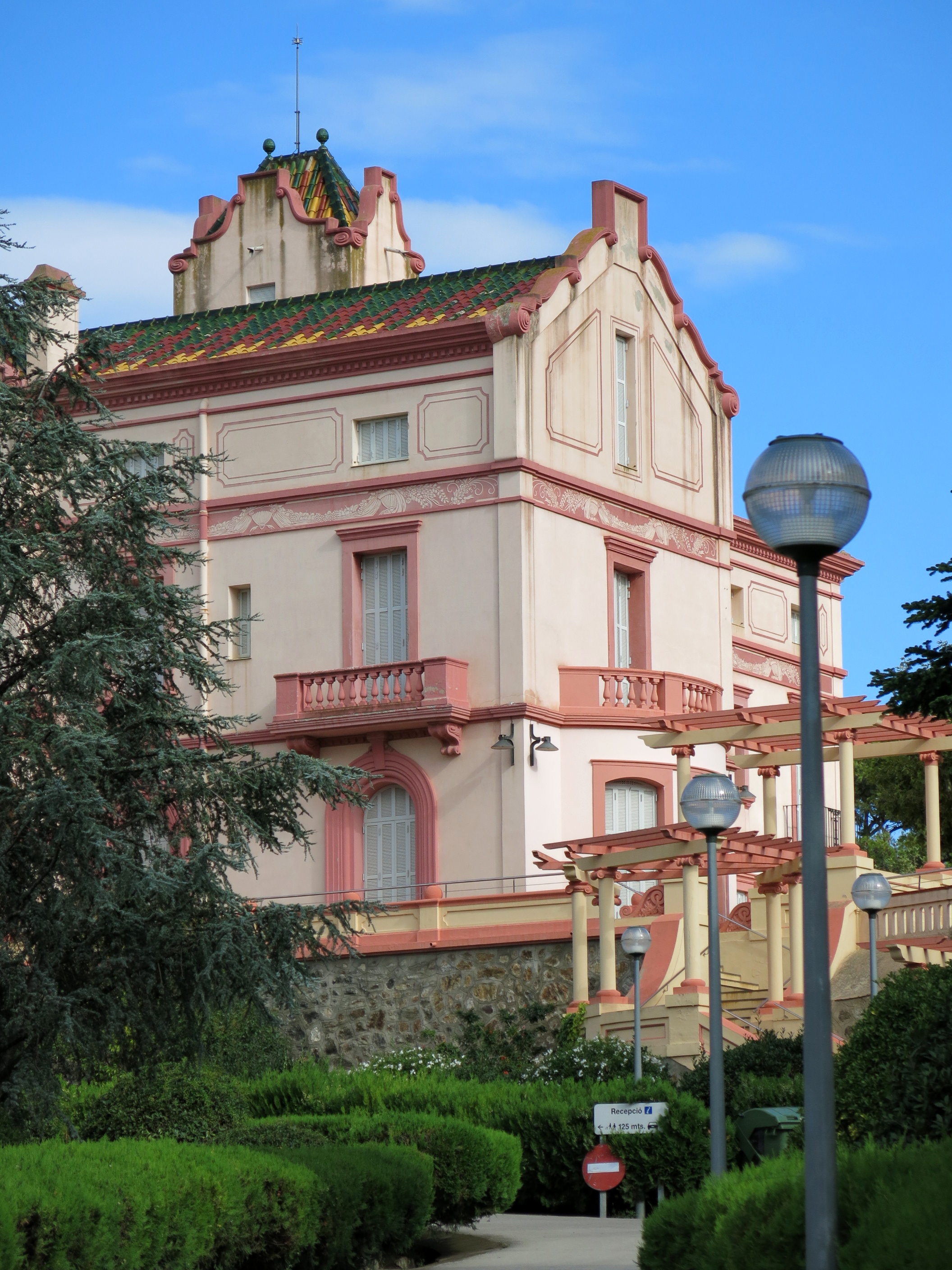
Detall de l'edifici principal

A la façana principal, protegint el portal d'accés, hi ha un porxo rectangular adossat, obert a l'exterior per tres arcades de mig punt sostingudes per columnes cilíndriques, amb capitells decorats amb volutes. Està cobert per una terrassa al pis, delimitada amb una balustrada d'obra. A la cantonada nord-oest d'aquesta façana hi ha una terrassa semicircular al pis, amb obertures d'arc rebaixat a la planta baixa.
Les obertures del primer pis són totes rectangulars i amb els emmarcaments motllurats. Hi ha finestres, finestres balconeres delimitades per balustrades d'obra i balcons exempts amb llosanes motllurades sostingudes per mènsules decorades. A la cantonada nord-est hi ha un balcó cantoner format per dos arcs de punt rodó amb balustrada semicircular. Resseguint la línia divisòria entre la primera planta i el pis superior hi ha un fris corregut decorat amb esgrafiats amb motius vegetals. La façana principal també presenta el mateix tipus d'esgrafiats. A la planta superior, les finestres són rectangulars i força més senzilles. Cal destacar que, tant la façana principal com el parament de ponent, estan rematats amb capcers esglaonats decorats amb motllures. L'edifici, força elevat respecte al nivell del jardí, presenta una terrassa a la planta baixa que envolta la construcció per la banda de tramuntana i ponent, amb unes escales d'obra que li donen accés.

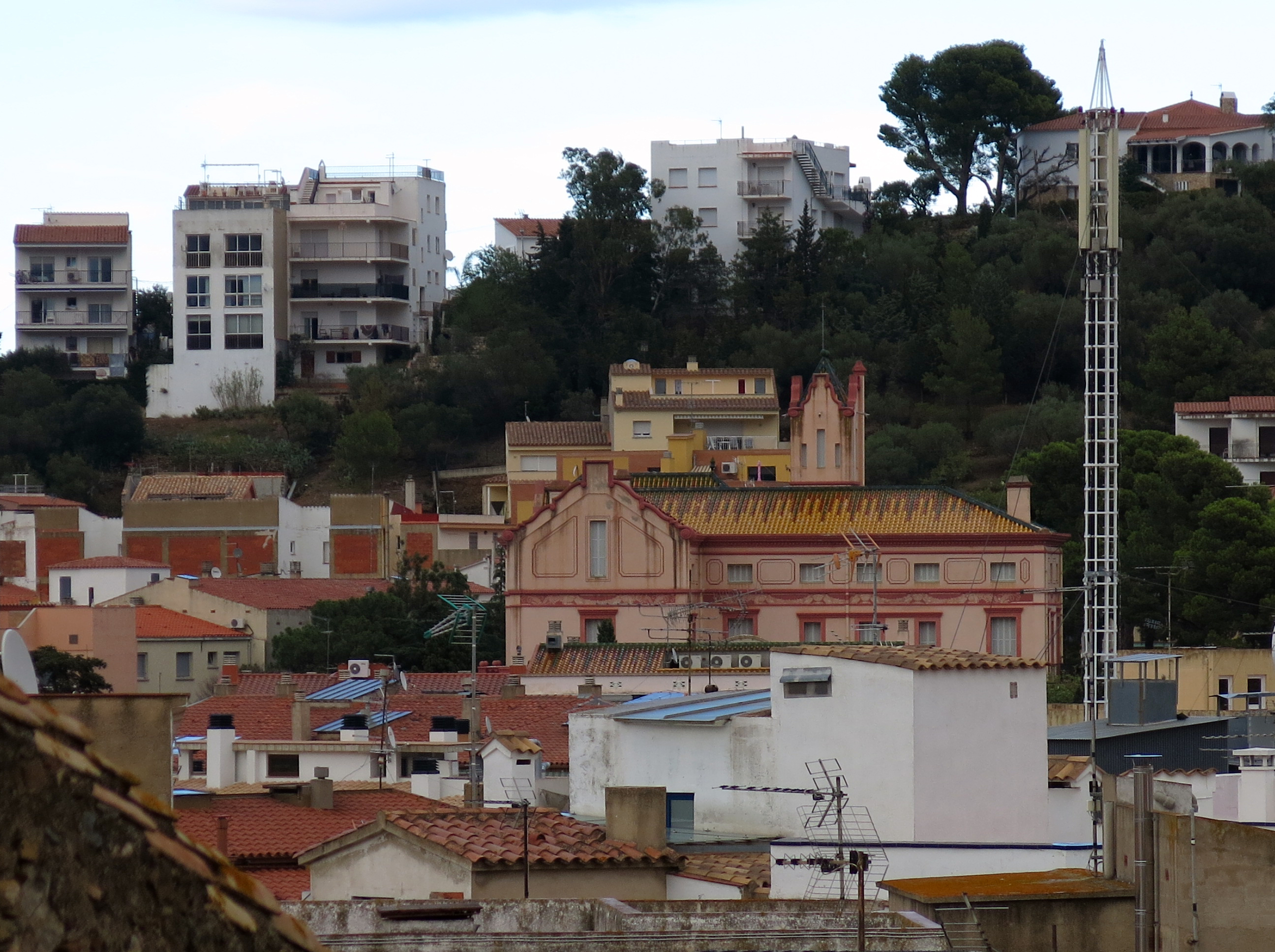
Vista de la casa Marly, que destaca entremig de les teulades, des de la plaça de la Torre

L'interior, tot i que a partir dels anys 40 va sofrir diverses modificacions per adaptar-la als nous usos, miraculosament ha mantingut diversos elements decoratius que rememoren l'esplendor de la mansió en els seus inicis, com les boniques  columnes corínties estriades que delimiten el vestivol donant pas a l'elegant l'escala de marbre que dona d'accés a les plantes superiors, així com algunes portes amb vidrieres esgrafiases i el plafó de coure de l'escultor Corberó situat a la xemeneia de marbre de la sala noble. La construcció està arrebossada i pintada, tant interiorment com exterior.

### Altres edificis del conjunt
Un altre dels edificis del complex està situat a la banda de migdia del recinte, construit per allotjar-hi la bugaderia. És de planta rectangular, amb la coberta de dues vessants de teula vidrada decorada i distribuït en una sola planta. Les obertures són d'arc de mig punt, amb els emmarcaments arrebossats.
L'últim edifici que completa el conjunt està situat a la banda de ponent del recinte, originàriament era el garaig, i en l'actualitat es comunica mitjançant una passera metàl·lica de nova construcció amb la terrassa exterior de la mansió. Destinat a casa de l'oci, és rectangular, amb la coberta de teula decorada de dues vessants i distribuït en planta baixa i pis. Presenta les obertures rectangulars amb els emmarcaments arrebossats i hi destaca el remat ondulant de la façana principal. A l'interior hi ha sostres de revoltons i biguetes.

## Història
En Joan Marly Deu, fill de Llançà, casat el 1894 amb Dolors Busquets Puig, nascuda a Rupià, gràcies a que durant la Primera Guerra Mundial Espanya es va mantenir neutral, i que regentava una delegació d'aduanes a Portbou, es va poder enriquir i, entre 1922 i 1924 va fer construir aquesta magnifica finca a la seva vila natal amb un disseny obra de l'arquitecte Ramon Puig Gairalt . Segons expliquen, durant la construcció, tothom que tenia un carro al poble va treballar per a la família Marly per treure-hi material d'enderroc i portar material de construcció. Al mateix temps que aquest casal, en Marly va bastir a Llançà un edifici on fundaren el "Centre Social Recreatiu" dit el Foment Agrícola, que fou durant anys el «casino de dretes» de la població. Posseïa diferents serveis –bar, sala de ball, etc.– i àdhuc una farmàcia. L'edifici, que més endavant va llogar la Societat Recreativa Llançanenca, segurament és del mateix autor que el casal descrit.
En el context de la Guerra Civil Espanyola, el Comitè Local de Llançà de signe anarquista, va expropiar la finca al seu propietari i la va cedir per acollir-hi la colònia infantil Ascaso-Durruti dirigida per la polaca Paula Feldstein, el francès Pierre Odéon, Maria Ascaso, germana de Francisco Ascaso i la seva parella, l'activista Lluis Riera Planas. Aquesta colònia va ser finàncida exclusivament per S.I.A. que des de França i Anglaterra promovien recaptes i festivals benèfics per proveir-la. En aquestes activitats, van ser especialment importants les actuacions de Renée Lamberet i Emma Goldman que des de l'estranger les organitzaven i que, gràcies als beneficis obtinguts, van arribar a mantenir gairebé 300 d'infants a la colònia de LLançà.
El 1939, quan les tropes franquistes van arribar a la població, van aprofitar les instal·lacions per allotjar-hi temporalment les tropes franquistes, poc després, la van retornar a Marcelino Marly Busquets, fill del primer propietari, qui el 1941 la va vendre (o probablement la va cedir) a la "Sección Femenina de la Falange", que la va destinar a centre d'estiueig i formació de noies afiliades al "Movimiento". Posteriorment, fins i tot s'hi varen admetre matrimonis. Uns anys més tard es van traspassar les instal·lacions al "Ministerio de Trabajo", sota el comandament de José Antonio Girón de Velasco, destinan-la a estades vacacionals  donant-l'hi el nom de "Residencia de descanso Álvarez de Castro", de manera que, fins i tot avui en dia, popularment se la coneix amb el nom de "La Residència". Amb la recuperació de la democràcia i l'autonomia va passar a mans de la Generalitat de Catalunya que la va convertir en una Residència del Temps Lliure, un centre de vacances per a treballadors a preus mòdics.
Tot i així, possiblement degut a problemes estructurals i de rendiment, La Residència va tancar qualsevol activitat hostelera l'octubre del 2011 i, encara que el 2012 es considerava la possibilitat d'instal·lar-hi un centre geriàtric, aquest projecte no es va poder dur a terme degut a la gran despesa que podria suposar la rehabilitació de l'edifici. En els anys successius es van iniciar diverses infructuoses negociacions amb la Generalitat per poder recuperar el patrimoni llançanenc, encara que  tan sols es va aconseguir un arrendament molt costós per a les arques municipals i l'estancament de la rehabilitació total de l'edifici,  fins que, en data 24 de juliol de 2025, la Subdirecció General del Patrimoni Mobiliari i Immobiliari de la Generalitat va donar la conformitat de la suspensió de l'obligació del pagament del cànon per concessió de la Residència, alhora que otorgava un nou conveni que contemplava la gratuïtat de la cessió per un termini de 50 anys, a canvi, l’Ajuntament es compromet a fer les inversions necessàries per mantenir en bon estat de conservació l’immoble noucentista, i continuar destinant-lo a usos i finalitats d’interès social.